# Świat według Ludwiczka
Świat według Ludwiczka (ang. Life with Louie, 1994–1998) – amerykański animowany serial telewizyjny, opowiadający o przygodach ośmiolatka Ludwika Andersona. Serial został zrealizowany na podstawie opowiadań i autentycznych historii z życia znanego komika i aktora Louie Andersona. Serial został uhonorowany nagrodą Emmy. Poza Stanami Zjednoczonymi serial cieszył się dużą popularnością w Europie Wschodniej.
W 2001 roku, po przejęciu Fox Kids przez The Walt Disney Company, prawa do serialu przeszły na Disneya.

## Fabuła
Serial opowiada o przygodach z dzieciństwa popularnego komika Louiego Andersona. Tytułowy Ludwiczek jest ośmiolatkiem przy kości, który mieszka w fikcyjnym miasteczku Cedrowa Górka (Cedar Knoll), w stanie Wisconsin wraz ze swoją rodziną – matką Orą, rodzeństwem oraz ojcem – Andym, który jest weteranem wojennym.

## Postacie

### Główne
- Ludwik „Ludwiczek” Anderson – główna postać serialu. Jest otyłym ośmiolatkiem, mieszkającym z rodziną w fikcyjnym miasteczku Cedrowa Górka w stanie Wisconsin. Często narzeka.
- Andrew „Andy” Anderson – ojciec Ludwika. Uczestnik II wojny światowej. W każdym odcinku opowiada „swoje” wspomnienia wojenne. Pracuje w fabryce przekładni i kół zębatych. W młodości grał na trąbce w zespole „Grzmiące działka”. Znany też był jako „zamaskowany szachista”. Uwielbia swój stary samochód marki Rambler. Podczas wojny był kucharzem 5 Regimentu Cedrowej Górki, gdzie otrzymał ksywkę „Zadek” po tym, jak przypalając sobie pośladki podczas przygotowywania śniadania wydał z siebie krzyk, który obudził jego kolegów i tym samym ocalił ich przed atakiem Japończyków.
- Ora Zella Anderson z d. Sherman – matka Ludwiczka. Jest rozsądna, spokojna i opanowana, zawsze potrafiąca pomóc innym. Jej hobby to gotowanie, pieczenie oraz zbieranie solniczek i pieprzniczek.
- Thomas „Tommy” Anderson – pięcioletni brat Ludwika, najmłodszy członek rodziny. Ludi często go straszy.
- Jeannie Harper – sympatia Ludwiczka i jego najlepsza przyjaciółka. Chodzi razem z nim do klasy.
- Michael Grunewald – najlepszy kumpel Ludwiczka. Ma tendencję do wypowiadania się w sarkastyczny sposób.
- Toddler Tobolinski – przyjaciel z klasy Ludwiczka.
- Glen Glenn – największy chuligan w szkole i najgorszy wróg Ludwika. Dręczy go przy każdej możliwej okazji.

### Epizodyczne
- Rodzeństwo Ludwiczka (albo występowali sporadycznie, albo tylko było o nich mowa) – Laura, Daniel „Danny”, Carol, Sid, Julia, Charlie, John, Peter niewspomniani w serialu.
- Sammy Sherman – młodszy brat Ory. Wystąpił w odcinku „Święto dziękczynienia”.
- Helga Anderson – matka Andy’ego i Eryka, teściowa Ory i Betty.
- Eryk Anderson – brat Andy’ego, syn Helgi. Ma żonę Betty i dwójkę dzieci: Amandę i Jake’a. Andy za nim nie przepada.
- Henrietta Sherman – babcia Ludwiczka, matka Ory. Umiera w odcinku „Podziękowania” (jej śmierć nie jest pokazana).
- Williamsowie, Grunewaldowie, Jensenowie – sąsiedzi Andersonów.
- Pan Applegate – szef Andy’ego.
- Panna Robertson – nauczycielka na zastępstwie.
- Pan Lambert – nauczyciel angielskiego.
- Jen Glenn i Ben Glenn – rodzice Glena Glenna.
- Dina Stillman – sąsiadka Andersonów, jest Żydówką. Jedna z przyjaciółek Ory. Jej dom jest zawsze udekorowany ozdobami świątecznymi, których Andy nie chce sprzątnąć.
- Russel „Teco” – jeden z przyjaciół Ludwiczka. Mieszka w sierocińcu.
- Trener Rockwell – nauczyciel WF-u.
- Kelly Basset – znajoma Ludwiczka, występuje w odcinku „Jezioro Winnibigoshish”; pojawia się także w kolejce do „Oddechu Smoka”, w odcinku „Niezapomniany festyn”.
- Pani Halloran – dyrektorka w szkole Ludwiczka.
- Marty Kazoo – Były chłopak Ory. Komik
- Pete Lomann – bezdomny z odcinka „Dla dobra Pete’a”.
- Pan Perkins – policjant w Cedrowej Górce.
- Sylvia Sherman, Mimi, Joey, Ciff – krewni Ludwiczka z odcinka „Święto dziękczynienia”.
- Dr Waterfield – lekarz w Cedrowej Górce.
- Pan Stevenson – właściciel cukierni.
- Pan Flanagan – właściciel sklepu z narzędziami.
- Craig Eric, Paul George – koledzy Glen Glenna.
- Scout – pies szkolony przez Ludwiczka.
- Pepper – ryba Ludwiczka, którą kupił w odcinku „Rybka zwana Pepper”. Z wyglądu jest bardzo podobna do swojego właściciela, ponadto tak jak on Pepper uwielbia jeść słodycze i jest gruby.

## Wersja oryginalna
Reżyseria: Matthew O’Callaghan i Bert Ring
Dźwięk: Randall Crissman, Matt Muhoberac, John Zuker
Scenariusz: David Silverman, Joshua Fisher, Andy Rose, Mary Gray Rubin, Russell P. Marleau, Mike Gandolfi
Scenografia: Lucy Tanashian-Gentry
Producent: John Lanza, John W. Lanza Jr., Russell P. Marleau
Wystąpili:
- Louie Anderson –
  - Ludwiczek Anderson,
  - Andy Anderson
- Edie McClurg(inne języki) – Ora Anderson
- Miko Hughes – Tommy Anderson
- Debi Derryberry(inne języki) – Jeannie Harper
- Justin Shenkarow –
  - Michael Grunewald
  - Glen Glenn
- Justin John Ross – Toddler Tobolinski
- Mary Wickes – Henrietta Sherman
- Terrence C. Carson – pan Jensen
- Stephen Tobolowsky – Eryk Anderson

## Wersja polska
Wersja polska:
- Master Film (sezony I-II, odc. 33, 37, 39)
- Eurocom Studio (odc. 27-32, 34-36, 38)

Reżyseria: Ewa Markowska
Dialogi:
- Maria Horodecka (odc. 1-4, 7-8, 11),
- Elżbieta Kopocińska (odc. 5, 9, 13, 24-26),
- Ewa Markowska (odc. 6, 10, 12, 15, 18, 22-23, 27-33, 34-39),
- Dorota Filipek-Załęska (odc. 14, 16-17),
- Andrzej Arciszewski (odc. 19-21)

Dźwięk:
- Sebastian Kaliński (sezony I-II, odc. 33, 37, 39),
- Jacek Kacperek (odc. 27-32, 34-36, 38)

Montaż:
- Mariusz Malicki (sezony I-II, odc. 37, 39),
- Michał Przybył (odc. 33)
- Jacek Kacperek (odc. 27-32, 34-36, 38)

Kierownictwo produkcji:
- Dorota Suske-Bodych (odc. 1-26, 37, 39),
- Dariusz Falana (odc. 33)
- Marzena Wiśniewska (odc. 27-32, 34-36, 38)

Wystąpili:
- January Brunov – Ludwiczek Anderson
- Wojciech Paszkowski – Andy Anderson
- Ewa Markowska – Ora Anderson
- Józef Mika –
  - Tommy Anderson,
  - trener Larry Rockwell (odc. 17)
  - Melvin #2 (odc. 28),
  - pan Stevenson – cukiernik (odc. 36),
  - mężczyzna kupujący „Sprzęt Andersona” (odc. 38)
- Olga Bończyk –
  - Jeannie Harper (sezony I-II, odc. 33, 37, 39),
  - pani Stillman (sezony I-II),
  - Lana Harper (odc. 7),
  - nauczycielka Tommy’ego (odc. 39)
- Iwona Rulewicz –
  - Jeannie Harper (odc. 27-32, 34-36, 38),
  - pani Robertson (odc. 31)
- Piotr Adamczyk – Michael Grunewald (sezony I-II, odc. 33, 37, 39)
- Jarosław Boberek –
  - Michael Grunewald (odc. 27-32, 34-36, 38),
  - Earl Grunewald (odc. 27-32, 34-36, 38),
  - Melvin #2 (odc. 35)
- Jacek Braciak – Toddler Tobolinski (oprócz odc. 27-32, 34-36, 38-39)
- Brygida Turowska –
  - Toddler Tobolinski (odc. 27-32, 34-36, 38),
  - pani Jensen (oprócz odc. 3)
- Cezary Kwieciński –
  - Glen Glenn,
  - policjant #2 (odc. 1),
  - Scott Jensen (odc. 3),
  - jeden z Tercetu Lanza (odc. 6),
  - Smitty (odc. 13),
  - komentator (odc. 30)
- Joanna Wizmur –
  - Henrietta Sherman,
  - dyrektorka Halloran (sezony I-II),
  - pracownica na obozie (odc. 15)
- Andrzej Arciszewski –
  - Norton Jensen (sezony I-II),
  - Earl Grunewald (sezon III),
  - Gus Williams (początkowe odcinki),
  - policjant Joe (odc. 1),
  - pan Lambert – nauczyciel (odc. 12),
  - recepcjonista (odc. 16),
  - narciarz #2 (odc. 16),
  - prawnik (odc. 26),
  - rabin (odc. 26)
- Robert Tondera –
  - Earl Grunewald (sezony I-II, oprócz odc. 16),
  - Dexter Kaihild Trzeci (odc. 9),
  - dostawca pizzy (odc. 12),
  - narciarz #1 (odc. 16),
  - Sean (odc. 17),
  - prezydent (odc. 19),
  - komentator zawodów w szachach (odc. 23),
  - pan Stevenson – cukiernik (odc. 24),
  - Ben Glenn (odc. 25),
  - ksiądz (odc. 26)
- Ewa Serwa –
  - Laura Anderson,
  - dyrektorka Halloran (sezon III),
  - pani Stillman (sezon III),
  - bileterka (odc. 27, 29),
  - Helga Anderson (odc. 37)
- Jacek Czyż –
  - Ben Glenn (odc. 7),
  - wujek Sammy (odc. 8),
  - Puk – Facet od karuzeli (odc. 9),
  - Jack (odc. 28),
  - Nosiwoda (odc. 30),
  - Flanegen (odc. 31),
  - pan Applegate (odc. 35),
  - policjant (odc. 36),
  - Vick – niewidomy (odc. 36),
  - Eryk Anderson (odc. 37)
  - trener Larry Rockwell (odc. 38)
- Wojciech Machnicki – Jojo Pieniaczopulos (odc. 14)
- Janusz Wituch –
  - trener Larry Rockwell (odc. 4),
  - druh (odc. 15),
  - Melvin #2 (odc. 23, 28-29),
  - Jen Glenn (odc. 25),
  - Danny Anderson (odc. 31),
  - Gus Williams (odc. 31),
  - pilot Mel (odc. 32),
  - Landryna (odc. 33),
  - Toddler Tobolinski (odc. 39),
  - sprzedawca w sklepie sportowym (odc. 38),
  - Eryk Anderson (odc. 39)
- Elżbieta Bednarek –
  - żona Browna (odc. 2),
  - pani Jensen (odc. 3),
  - Kelly Basset (odc. 6)
- Tomasz Bednarek –
  - jeden z Tercetu Lanza (odc. 6),
  - agent FBI #1 (odc. 19),
  - komentator radiowy (odc. 24)
- Mieczysław Morański –
  - Jonny Love (odc. 9),
  - lekarz dr Waterfield (odc. 12),
  - Earl Grunewald (odc. 16),
  - Marty Kazoo (odc. 21),
  - Pete (odc. 23),
  - sklepikarz (odc. 33)
- Małgorzata Drozd –
  - Sally Tubbs (odc. 9),
  - Kitty Grunewald (odc. 16)
- Krzysztof Zakrzewski –
  - Gus Williams (większość odcinków),
  - Pepper (odc. 5),
  - policjant (odc. 15),
  - agent FBI #2 (odc. 19),
  - mleczarz (odc. 25),
  - lekarz (odc. 25)
- Miriam Aleksandrowicz – 
  - Kitty Grunewald (oprócz odc. 16),
  - Scott Jensen (oprócz odc. 3, 22),
  - kierowczyni autobusu (odc. 32),
  - panna Kinney (odc. 35),
  - Tico / Russell (odc. 38)
- Wojciech Szymański –
  - pan Lambert – nauczyciel,
  - burmistrz (odc. 25),
  - Danny Anderson (odc. 29),
  - Franklin / Melvin #3 (odc. 29),
  - trener Packersów – Vence (odc. 30),
  - policjant (odc. 33),
  - dentysta (odc. 35),
  - sędzia (odc. 36),
  - lekarz (odc. 38),
  - sędzia sportowy (odc. 38)
- Katarzyna Skolimowska – łyżwiarka (odc. 16)
- Michał Kowalski – Scott Jensen (odc. 22)
- Jacek Bończyk –
  - Melvin #1 (odc. 23),
  - Tico / Russell (odc. 39),
  - Helga Anderson (odc. 39)
- Jan Aleksandrowicz –
  - Franklin / Melvin #3 (odc. 23),
  - sklepikarz (odc. 25)
- Zbigniew Konopka – Bobby (odc. 33)
- Małgorzata Puzio –
  - chłopiec przebrany za duszka (odc. 33),
  - reporterka Kimberlane Rave (odc. 33)
- Maciej Czapski –
  - dostawca przesyłki (odc. 39),
  - lektor filmu w telewizji (odc. 39)
- Hanna Kinder-Kiss

Lektor:
- Maciej Czapski (sezony I-II, odc. 33, 37, 39)
- Zdzisław Szczotkowski (odc. 27-32, 34-36, 38)

## Odcinki
- W Polsce serial emitowany był w telewizji FOX Kids, Jetix, Jetix Play i TV Puls 2.
- Powstało 39 odcinków, podzielonych na 3 serie.
- 2 pierwsze odcinki z 1 serii są pilotowe, powstały one wcześniej od pozostałych. Dzięki ich wielkiej popularności powstały następne.
- Pierwszy i ostatni odcinek poświęcone są tematyce świąt Bożego Narodzenia.
- Premiery w Polsce:
  - I seria (odcinki 1-13) – 1999,
  - II seria (odcinki 14-26) – 2000,
  - III seria (odcinki 33, 37 i 39) – 2001,
  - III seria (odcinki 27-32, 34-36, 38) – 2002.
- 4 października 2007 dystrybutor Best Film wydał na 6 płytach DVD odcinki 5-30 (razem 26 odcinków), odcinki 1-4 wcześniej ukazały się z Magazynem Jetix 2/2006.
- 16 grudnia 2007 kanał Jetix zakończył emisję serialu.
- 1 grudnia 2008 serial zawitał do Jetix Play (odcinki 1-10). Kolejne odcinki (21-39) emitowane były od 2 lutego 2009. Jetix Play pomijane wcześniej odcinki 11-20 zaczął emitować od 19 marca 2009.
- Serial emitowany był również w telewizji Puls 2. Data premiery: 15 lipca 2014 roku.

### Spis odcinków
| N/o            | Polski tytuł                       | Angielski tytuł                                    |
| -------------- | ---------------------------------- | -------------------------------------------------- |
|                |                                    |                                                    |
| SERIA PIERWSZA |                                    |                                                    |
|                |                                    |                                                    |
| 01             | Świąteczna niespodzianka           | A Christmas Surprise for Mrs. Stillman             |
|                |                                    |                                                    |
| 02             | Bezrobotny tata                    | Dad Gets Canned                                    |
|                |                                    |                                                    |
| 03             | Mokry sąsiad w moim łóżku          | Raindrops Keep Falling on My Bed                   |
|                |                                    |                                                    |
| 04             | Grunt to dobry trener              | Behind Every Good Coach                            |
|                |                                    |                                                    |
| 05             | Rybka zwana Pepper                 | A Fish Called Pepper                               |
|                |                                    |                                                    |
| 06             | Jezioro Winnibigoshish             | Lake Winnibigoshish                                |
|                |                                    |                                                    |
| 07             | Zimowy Karnawał w Cedrowej Górce   | When Cedar Knoll Freezes Over                      |
|                |                                    |                                                    |
| 08             | Świąteczny obiad                   | The Fourth Thursday in November                    |
|                |                                    |                                                    |
| 09             | Niezapomniany festyn               | A Fair to Remember                                 |
|                |                                    |                                                    |
| 10             | Cud w Cedrowej Górce               | Alive! Miracle in Cedar Knoll, Wisconsin           |
|                |                                    |                                                    |
| 11             | Na tropie jeleni                   | Tracks of My Deers                                 |
|                |                                    |                                                    |
| 12             | Mocne uczulenie                    | Pains, Grains, and Allergy Shots                   |
|                |                                    |                                                    |
| 13             | Fanatyk Ramblera                   | Born a Rambler Man                                 |
|                |                                    |                                                    |
| SERIA DRUGA    |                                    |                                                    |
|                |                                    |                                                    |
| 14             | Kijkarz na gorącym blaszanym dachu | Caddy on a Hot Tin Roof                            |
|                |                                    |                                                    |
| 15             | Lato mojej goryczy                 | Summer of My Discontent                            |
|                |                                    |                                                    |
| 16             | Zimowe szaleństwo                  | Anderson Ski Weekend                               |
|                |                                    |                                                    |
| 17             | Opus Ludwiczka                     | Mr. Anderson's Opus                                |
|                |                                    |                                                    |
| 18             | Bez dachu nad głową                | Roofless People                                    |
|                |                                    |                                                    |
| 19             | Jak spędzić dzień w Waszyngtonie   | How to Succeed in Washington Without Really Trying |
|                |                                    |                                                    |
| 20             | Parszywa dwunastka                 | An Anderson Dozen                                  |
|                |                                    |                                                    |
| 21             | Kazoo przychodzi na obiad          | Kazoo's Coming to Dinner                           |
|                |                                    |                                                    |
| 22             | Doświadczenie z pszczołami         | Buzz Stop                                          |
|                |                                    |                                                    |
| 23             | Zamaskowany mały szachista         | The Masked Chess Boy                               |
|                |                                    |                                                    |
| 24             | Dla dobra Pete’a                   | For Pete’s Sake                                    |
|                |                                    |                                                    |
| 25             | Dobrzy i źli Państwo Glenn         | The Good, the Bad, & the Glenns                    |
|                |                                    |                                                    |
| 26             | Podziękowania                      | The Thank You Note                                 |
|                |                                    |                                                    |
| SERIA TRZECIA  |                                    |                                                    |
|                |                                    |                                                    |
| 27             | Wielkie dzieło Ludwiczka           | Louie’s Gate                                       |
|                |                                    |                                                    |
| 28             | Kampania wyborcza                  | The Making of a President                          |
|                |                                    |                                                    |
| 29             | Zjazd weteranów                    | Military Reunion                                   |
|                |                                    |                                                    |
| 30             | Packersi gazu!                     | Go Packers!                                        |
|                |                                    |                                                    |
| 31             | Miłośnik literatury                | The Undergraduate                                  |
|                |                                    |                                                    |
| 32             | Dzika wycieczka                    | Mr. Louie’s Wild Ride                              |
|                |                                    |                                                    |
| 33             | Święto Halloween                   | Louie’s Harrowing Halloween                        |
|                |                                    |                                                    |
| 34             | UFO                                | Close Encounters of the Louie Kind                 |
|                |                                    |                                                    |
| 35             | Pocałunek                          | The Kiss is the Thing                              |
|                |                                    |                                                    |
| 36             | Miłość jest ślepa                  | Blinded by Love                                    |
|                |                                    |                                                    |
| 37             | Dzień Matki                        | Project: Mother’s Day                              |
|                |                                    |                                                    |
| 38             | Zrób to albo nie                   | Do it or Donut                                     |
|                |                                    |                                                    |
| 39             | Rodzinna fotografia                | Family Portrait                                    |
|                |                                    |                                                    |

## Opisy odcinków

### Sezon 1
- 1. Świąteczna niespodzianka – w święta Ora prosi Andy’ego, by udekorował dom Pani Stillman starymi lampkami, podczas gdy ona wyjedzie z sąsiadką na świąteczne 3-godzinne zakupy. Po wyjściu Ory, Ludwiczek zostaje zmuszony pomóc tacie z lampkami. Z pomocą przyjaciół, chłopiec wraz z ojcem kończą udekorowanie przed powrotem Ory i Pani Stillman.
- 2. Bezrobotny tata – Andy został zwolniony z pracy, ponieważ dał wolne koledze, gdy rodziło mu się dziecko. Nie chce jednak powiedzieć prawdy rodzinie. Tymczasem Ludwiczek cieszy się, że są wakacje, lecz nie może w pełni cieszyć się przerwą, ponieważ tata każe mu pomagać przy pracach domowych. Ora dostała pracę i jeździ po domach, sprzedając perfumy. Gdy Ludwiczek dowiaduje się o powodach zwolnienia Andy’ego z pracy, idzie do fabryki i rozmawia z pracownikami, którzy wstawiają się za Andym i buntują się przeciw szefowi. W rezultacie Andy odzyskuje pracę.
- 3. Mokry sąsiad w moim łóżku – obok Ludwiczka wprowadzają się nowi sąsiedzi Jensenowie. Chłopiec zaprzyjaźnia się z ich synem, ale rodziny ze sobą rywalizują. Nadchodzi powódź. Andy zbudował wysoki mur, by pies tych sąsiadów nie biegał po ogrodzie Andersonów, ale ten zatrzymuje wodę, co sprawia, że wszyscy sąsiedzi włącznie z Jensenami wprowadzają się na czas powodzi do jedynego suchego domu w mieście - domu Ludwiczka. Powódź ustaje, a wszyscy idą naprawić szkody, jakie wyrządził deszcz.
- 4. Grunt to dobry trener – Ludwiczek nie chce ćwiczyć na WF-ie, ale za to musi dołączyć do drużyny baseballowej. Trenerem drużyny okazuje się nauczyciel w-fu, który daje chłopcu ostry wycisk. Wkrótce po tym trener zostaje ranny, więc jego stanowisko przejmuje Andy. Jednak Andy nie sprawdza się jako trener, dlatego drużyna uczy się gry od Ory, która lepiej uczy ich gry. Drużyna wygrywa dzięki Orze, ale Andy przypisuje sobie wszystkie zasługi.
- 5. Rybka zwana Pepper – Jeannie Harper wyprowadza się, bo jej tata dostał nową pracę. Ludwiczek czuje się samotny. Chce mieć zwierzę domowe, dlatego rodzice kupują mu rybkę, którą nazywa Pepper. Pepper rośnie do ogromnych rozmiarów, bo chłopiec karmi go nawet sernikiem. Do Ludwiczka przyjeżdża jego babcia, której chłopiec kiedyś się bał. Zaprzyjaźnia się z nią i za jej namową wysyła list do Jeannie. Babcia musi wyjechać. Wkrótce wraca Jeannie, bo coś było nie tak z pracą jej taty. Jeannie pokazuje Ludwiczkowi list, w którym chłopiec wyznał jej miłość, a Jeannie całuje go.
- 6. Jezioro Winnibigoshish – Ludwiczek wyjeżdża z rodziną nad jezioro, gdzie musi bawić się z Kelly Basset, która ma obrzydliwy aparat na zęby. Gang twardzieli śmieje się z niego. Chłopiec wkrótce imponuje tym chłopakom, skacząc na bombę do basenu, więc należy do ich paczki, lecz oni namawiają go, by dokuczał Kelly. Wkrótce Ludwiczek orientuje się, że chłopcy i tak go nie lubią i przeprasza Kelly. 10 lat później Ludwiczek dowiaduje się, że Kelly została miss.
- 7. Zimowy Karnawał w Cedrowej Górce – w Cedrowej Górce odbywa się zimowy karnawał. Rodzina Andersonów bierze udział w zawodach rodzin z Cedrowej Górki. Słyną oni z tego, że od 25 lat nie wygrali żadnej z konkurencji konkursowych. Na początku idzie im jak zwykle – źle. Jednak Ora przełamuje złą passę Andersonów. Ludwiczek zakochuje się w starszej siostrze Jenny, okazuje się jednak, że ta ma chłopaka, a na Ludwiczka nie zwraca uwagi.
- 8. Świąteczny obiad – Andersonowie zapraszają całą rodzinę do siebie do domu na świąteczny obiad. Ora planuje dokładnie każde miejsce dla każdego z członków rodziny, ale Ludwiczek miesza wszystkie kartki z imionami. Na przyjęcie przejeżdża także nielubiany przez Andy’ego brat Ory, który jest obrzydliwie bogaty. Po walce na jedzenie, Andy godzi się z bratem Ory. Tymczasem Ludwiczek występuje jako indyk na występie w szkole. Po porażce, Ludwiczek zostaje zmuszony przez dyrektorkę do napisania referatu na temat znaczenia święta Dziękczynienia. Ludwiczek pokazuje swój referat, według którego znaczeniem jest tylko ciasto. Przez to chłopiec dostaje karę od dyrektorki.
- 9. Niezapomniany festyn – Andersonowie jadą na festyn. Ora chce wygrać konkurs na najlepszą potrawkę. Andy sprzedaje swój traktor Dexterowi 3. Potem bierze udział w konkursie łapania świń, w którym za osiągnięcie drugiego miejsca wygrywa świnkę, którą schwytał. Tommy ma dosyć tego, że Ludwiczek go traktuje jak zwierzątko, dlatego ucieka od niego i jeździ po Oddechu Smoka - bardzo niebezpiecznej kolejce górskiej. Ludwiczek go tam znajduje i choć boi się Oddechu Smoka, jedzie z Tommym, przełamując swój lęk. Ora wygrywa konkurs za najlepszą potrawkę, a jej rywalka nie mogła pogodzić się z przegraną.
- 10. Cud w Cedrowej Górce – Andy i Ora jadą do chorej babci i zostawiają dzieci samych w domu. Rodzeństwo Ludwiczka wychodzi z domu, zostawiając Ludwiczka i Tommy’ego samych w domu. Przybywa zamieć. Podczas naprawy telewizora, Tommy przypadkiem wyłącza prąd w mieście, dlatego też szukają innego sposobu, by mieć światło. Znikąd w piwnicy się pojawiają przyjaciele Ludwiczka. Tommy sądzi, że brat chce go przestraszyć, dlatego ucieka do garażu, gdzie Ludwiczek go znajduje. Ludwiczek przeprasza brata za ciągłe straszenie. Tymczasem Ora, całując babcię na powitanie, zaraża się i też choruje. Andy jest zły za to, że wykonuje polecenia swojej chorej żony i równie chorej teściowej. Andy odśnieża drogę powrotną. Gdy Ludwiczek zabrał Tommy’ego do domu, wiewiórka go atakuje jak Andy i Ora wrócili. Andy pokonuje wiewiórkę. Wtedy pojawiają się inne złe zwierzęta, ale tata Ludwiczka je pokonuje. Awaria prądu zostaje usunięta, a rodzeństwo Ludwiczka wraca do domu.
- 11. Na tropie jeleni – Andy zabiera Ludwiczka na polowanie na jelenie. Ludwiczek tam znajduje jednego jelenia i zabiera go do domu. Andy dowiaduje się o jeleniu od kolegów z pracy, bo jeden z kolegów Ludwiczka zdradził mu sekret chłopca. W nocy jeleń wraca do lasu gdzie zostaje zaatakowany przez myśliwych. Ludwiczek i Andy ratują jelenia. Następnie kończy się sezon na jelenie.
- 12. Mocne uczulenie – Ludwiczkowi zaczynają puchnąć głowa i ręce. Okazuje się, że ma uczulenie na ziarna, zboże, mąkę i ryż. Ludwiczek przełamuje swój lęk przed zastrzykami i zostaje wyleczony. Tymczasem lodówka Andersonów się psuje i Andy stara się ją naprawić.
- 13. Fanatyk Ramblera – Rambler Andersonów, do którego tata Ludwiczka jest przywiązany, psuje się. Andy próbuje go naprawić, ale mu się nie udaje. Ora proponuje kupić nowe auto. Andy nie chce mieć nowego auta, bo za bardzo kocha swojego Ramblera. Andersonowie kupują nowe auto, ale wkrótce potem Andy je oddaje. W nocy Ludwiczek i mechanik naprawiają Ramblera, sprawiając niespodziankę Andy'emu.

### Sezon 2
- 14. Kijkarz na gorączym blaszanym dachu – Ludwiczek potrzebuje pieniędzy na klakson rowerowy. Zatrudnia się u golfiarza Jojo Pieniaczopulosa jako kijkarz. Ludwiczek zarabia. Dzięki ojcu, Ludwiczek rezygnuje z noszenia kijów Jojo. Podczas powrotu do domu z pola golfowego Andy daje Ludwiczkowi pieniądze na klakson.
- 15. Lato mojej goryczy – klasa Ludwiczka wyjeżdża na obóz Chakami. Tommy też jedzie. Ludwiczek jest przekonany, że na obozie uniknie kontaktu z Glen Glennem, ale ten też jedzie i na domiar złego zostaje im przydzielony ten sam domek. Podczas wycieczki po lesie, Ludwiczek i Glen Glenn odłączają się od pozostałych i się gubią. Ludwiczek dowiaduje się, że przez zagubienie się Glen Glenn go nie torturuje. Nazajutrz Ludwiczek i Glen Glenn wracają do obozu. Po powrocie z obozu, Glen Glenn znów zaczyna gnębić Ludwiczka.
- 16. Zimowe szaleństwo – kolega Andy’ego, Earl Grunewald, dostaje awans do działu kontroli jakości przekładni kół zębatych. Jego syn i kolega Ludwiczka, Mike Grunewald, wyjeżdża z rodziną na narty. Ludwiczek go okłamuje, że jest mistrzem narciarskim. Ludwiczek też jedzie z rodziną. Podczas jazdy na nartach, Ludwiczek mówi prawdę Mike’owi. Po powrocie z gór narciarskich, Earl traci awans i znów pracuje wraz z Andym.
- 17. Opus Ludwiczka – Jeannie zakochała się w nowym uczniu o imieniu Sean. Ludwiczek jest załamany i próbuje udowodnić Jeannie, że jest lepszy od Seana. Tymczasem Andy i Ora mają rocznicę ślubu i tym dniem jest 27 lutego, ale Andy mówi, że 26. W dzień rocznicy Andy odkrywa, że Ora miała rację.
- 18. Bez dachu nad głową – Tornado atakuje Cedrową Górkę. Ludwiczek wpada w tornado, ale zostaje zdmuchnięty do domu. Chłopiec zamyka się w pokoju i nie chce wyjść w obawie przed kolejnym tornadem. Krowa wpada przez tornado na drzewo obok okna pokoju Ludwiczka. Po rozmowie z krową Ludwiczek przestaje się bać i wreszcie wychodzi z pokoju. Przybywa kolejne tornado, ale Ludwiczek już się nie boi. Po zakończeniu tornada, sezon na nie kończy się. Tymczasem Tommy zakochuje się w pani Newton. Ora pokazuje mu listy, które Andy do niej pisał na wojnie. Tornado rozwiewa listy po okolicy. Sąsiedzi śmieją się z Andy’ego, ale Andy nie chce im się przyznać, że to on pisał te listy.
- 19. Jak spędzić dzień w Waszyngtonie – klasa Ludwiczka wyjeżdża do Waszyngtonu tylko dlatego, że ten kto wygłosi mowę i wygra. Ludwiczek kupuje od Glen Glenna mowę i wygrywa. Andy jedzie jako opiekun, chcąc znowu zobaczyć prezydenta, z którym był na wojnie. Podczas pobytu w Waszyngtonie, Andy mówi Ludwiczkowi, że trzeba mówić prawdę. Podczas przemówienia, Ludwiczek przyznaje się do oszustwa.
- 20. Parszywa dwunastka – Ora będzie miała dziecko. Ludwiczek dowiaduje się, że po urodzeniu dziecka jedno z dzieci odejdzie i Ludwiczek nie chce, by padło na niego. Informacja o dziecku okazuje się fałszywym alarmem z powodu zamieszania u doktora.
- 21. Kazoo przychodzi na obiad – do Cedrowej Górki przyjeżdża komik niegdyś zakochany w Orze - Marty Kazoo. Ora wciąż ma do niego żal z przeszłości. Ludwiczek chce zostać komikiem tak jak Kazoo, ale ten niestety tylko obraża ludzi zamiast ich rozśmieszać i rezygnuje z bycia komikiem. Po powrocie do domu z teatru, Ora decyduje, że Ludwiczek powie żarty w domu.
- 22. Doświadczenie z pszczołami – Jensen kupuje karawan, przez co zazdrosny Andy marzy o większym. Andy zamawia milion pszczół, które z czasem stają się dla niego ważniejsze niż rodzina. Ludwiczek zabiera 2 pszczoły na konkurs naukowy. Ponieważ wśród nich jest królowa roju, pszczoły przylatują do szkoły. Andy i pan Jensen ratują szkołę od pszczół, a Andy rozstaje się z pszczołami.
- 23. Zamaskowany mały szachista – Ludwiczek przyłącza się do klubu szachowego. Andy mu mówi, że szachiści są wyśmiewani. Ludwiczek się przebiera za małego zamaskowanego szachistę i idzie na turniej szachowy. Andy też bierze udział w turnieju, podając się za legendarnego zamaskowanego szachistę.
- 24. Dla dobra Pete’a – podczas zakupów jadące wózki omal nie wjeżdżają w Ludwiczka. Ratuje go bezdomny facet o imieniu Pete, który kilka lat temu zawiózł Orę do szpitala jak zaczęła rodzić Ludwiczka. Chłopiec daje bezdomnemu schronienie w garażu i postanawia pomóc mu znaleźć pracę. Ludwiczek próbuje to utrzymać w sekrecie przed rodziną, lecz Tommy dowiaduje się, że Ludwiczek trzyma Pete’a w garażu. Pete niespodziewanie odchodzi. Ludwiczek obwinia za to siebie. Okazuje się, że Pete wyjechał do Chicago, bo tam chce szukać pracy.
- 25. Dobrzy i źli Państwo Glenn – Pani Jen Glenn terroryzuje Cedrową Górkę swoim głosem. Nagle traci głos i trafia do szpitala. Z tego powodu Glen Glenn zaczyna kumplować się z Ludwiczkiem. Lekarz z Paryża leczy Jen, dzięki czemu ta odzyskuje swój głos, a Glen Glenn znów zaczyna gnębić Ludwiczka.
- 26. Podziękowania – Babcia Ludwiczka wysyła wnukowi sweter na urodziny. Ludwiczek chce napisać do niej podziękowania, ale nigdy nie ma na to czasu. Po napisaniu listu Ludwiczek dowiaduje się, że babcia umarła. Ludwiczek rozmawia z przedstawicielami różnych religii na temat śmierci i tego jak mógłby podziękować babci za sweter. Ludwiczek po pogrzebie babci zostawia na cmentarzu swój list i podziękowania.

### Sezon 3
- 27. Wielkie dzieło Ludwiczka – W Cedrowej Górce powstaje kino, Ludwiczek przesiaduje w nim całymi dniami. Andy i Ora martwią się tym i dają mu kamerę, by znaleźć mu inne zajęcie. Ludwiczek dostaje kamerę i proponuje zrobić film o Dewey’u Andersonie. Chłopiec zatrudnia swoich kolegów, ale robią wszystko niezgodnie z jego wizją, przez co ich zwalnia. Film jest beznadziejny, a Ludwiczek postanawia już nigdy nie kręcić żadnych filmów, po czym wyrzuca film na śmietnik. Ora ratuje film i go przemontowuje. W kinie pokazują przemontowany film. Ludwiczek przeprasza wszystkich za swoje zachowanie i wraca do kręcenia filmów.
- 28. Kampania wyborcza – Mike, Toddler i Melvin startują w wyborach. Ludwiczek, Jeannie i 2 Melvinów im pomagają. Melvin wygrywa wybory.
- 29. Zjazd weteranów – Ludwiczek ma dosyć słuchania wojennych opowieści ojca. Nadchodzi 15 zjazd żołnierzy 5 regimentu. Ludwiczek słucha opowieści taty dla szkolnej pracy na ocenę, ale praca nie wychodzi i Ludwiczek dostaje pałę. Ludwiczek odkrywa, że te opowieści są zmyślone i Andy wyjaśnia wszystko. Ludwiczek zaczyna się interesować wojną.
- 30. Packersi gazu! – nadchodzi niedzielny mecz. Andy idzie na niego z Ludwiczkiem. Andy usiłuje się spotkać z trenerem, który jest jego starym przyjacielem. Przeciwnicy zdobywają przewagę, ale Ludwiczek dostaje się do trenera i przekazuje mu Manewr Andersona. Dzięki temu Packersi wygrywają mecz.
- 31. Miłośnik literatury – nauczyciel klasy Ludwiczka zachorował. Zastępuje go panna Robertson. Wszyscy chłopcy z klasy, włącznie z Ludwiczkiem się w niej zakochują, a sam Ludwiczek zaczyna czytać Szekspira, przez co nie ma czasu pomagać tacie w budowie schronu. Andy jest zły na pannę Robertson, ale zmienia o niej zdanie, gdy dowiaduje się, że nauczycielka pochodzi z wojskowej rodziny. Andy załatwia jej pracę w akademii wojskowej. Stary nauczyciel wraca i wszyscy obwiniają Ludwiczka za zniknięcie panny Robertson. Panna Robertson wszystko wyjaśnia klasie, ale Ludwiczka od dawna nie ma i o tym nie wie. Ludwiczek jest wściekły na tatę, ale w końcu dowiaduje się o wszystkim. Andy też czyta Szekspira. Ludwiczek pomaga tacie przy schronie, który potem zostaje przerobiony na basen.
- 32. Dzika wycieczka – są wakacje. Wszyscy proponują wyjechać do Niucholandu, który jest we Fresno w Kalifornii. Andersonowie walczą z przeszkodami podczas wycieczki. W czasie wycieczki Ora kupuje różne solniczki i pieprzniczki do kolekcji. Andersonom udaje się dotrzeć do Niucholandu, ale okazuje się, że Niucholand został przeniesiony do Orlando na Florydzie. Z tego powodu Andersonowie wracają do domu.
- 33. Święto Halloween – jest Halloween. Ora zakazuje Ludwiczkowi jadać cukierków w miesiąc przed Halloween. W supermarkecie, Ludwiczek zabiera jednego cukierka bez zapłaty. Ludwiczek próbuje się go pozbyć, ale mu się nie udaje. Ludwiczka dręczą wyrzuty sumienia. Chłopiec przebrany za duszka zabiera skradziony cukierek. Ludwiczek odzyskuje cukierek i oddaje go do sklepu.
- 34. UFO – Ludwiczek i Mike budują statek kosmiczny jako szkolny projekt na szóstkę. Andy widzi statek. Po odejściu Andy’ego, statek się rozbija. Andy mówi, że inwazja kosmitów będzie w sobotę. Ludwiczek i Mike naprawiają statek i pokazują go na inwazji. Niestety statek jest z przedłużaczem i się rozbija. Ludwiczek i Mike zostają zdemaskowani i dostają pałę od nauczyciela.
- 35. Pocałunek – Panna Kinney urządza sztukę zwaną Śpiąca Królewna. Ludwiczek dostaje rolę księcia. Ludwiczek źle rozumie tekst. Glen Glenn chce być księciem, ale zostaje tylko dublerem. Ludwiczek uczy się pocałunku. Tymczasem szef Andy’ego wyjeżdża w podróż i Andy go zastępuje, pracując przez bardzo długi czas. W dzień premiery, Ludwiczek je batonik, ale łamie ząb. Ora go zabiera do dentysty, gdzie Ludwiczek dostaje znieczulenie, które działa przez kilka godzin. Niestety w tym czasie będzie się odbywać przedstawienie. Ora uważa, że Ludwiczek nie powinien brać udziału w przedstawieniu, ale Ludwiczek decyduje się zagrać, bo nie może pozwolić Glen Glennowi pocałować Jeannie, która gra królewnę. Andy kończy pracę i idzie na przedstawienie. Przed wyjściem wpada na swojego szefa. Ludwiczek mówi na tyle niewyraźnie, że panna Kinney chce go zdjąć ze sceny, by uniknąć klapy, ale znieczulenie przestaje działać i Ludwiczek całuje Jeannie, ratując przedstawienie.
- 36. Miłość jest ślepa – Ludwiczek chce mieć psa, ale Andy się nie zgadza. Ludwiczek dostaje psa szkolonego na przewodnika niewidomego. Ludwiczek go cały czas pilnuje. Pies zdaje egzamin na przewodnika i pomaga jednemu z niewidomych.
- 37. Dzień Matki – jest dzień matki. Andy jedzie do Minneapolis po swoją matkę. Ora choruje i jej obowiązki padają na Ludwiczka. Andy i jego matka przyjeżdżają. Ludwiczek opiekuje się mamą, która zdrowieje na dzień matki. Ludwiczek cały czas planował przygotowanie prezentu dla mamy na ten dzień, lecz był zbyt zajęty zajmowaniem się domem i chorą mamą, więc nic dla niej nie ma. Ora mówi mu, że zajęcie się domem podczas jej choroby był najpiękniejszym prezentem, jaki mógł jej sprawić. Najgorsze dla Andy’ego jest to, że w odwiedziny przyjechał jego brat Eryk.
- 38. Zrób to albo nie – Ludwiczek ma najlepsze statystyki rzutów w grze w kosza. Tymczasem Andy musi być w formie i robi zestaw ćwiczeń. Ora odkrywa, że cała rodzina musi się zdrowiej odżywiać i decyduje się przygotowywać zdrowe, lekkie obiady. Andy jest bardzo zły z tego powodu. Podczas meczu koszykówki, Ludwiczek ciągle zostaje kryty przez przeciwną drużynę i ciągle daje piłkę swojemu koledze o imieniu Teco. Dzięki niemu, drużyna wygrywa mecz.
- 39. Rodzinna fotografia – są Święta. Ludwiczek chce mieć prezent za 5 dolarów, ale przy okazji świąt ceny zabawek wzrosły. Andy pracuje jako Mikołaj, rozdający prezenty dzieciom z sierocińca. Ludwiczek dowiaduje się, że jego kolega Teco jest sierotą i w ramach prezentu świątecznego chce zabrać kolegę na święta do domu. Podczas świątecznej kolacji, cała rodzina Andersonów i Teco robią tytułową rodzinną fotografię.